# Крыжчено
Крыжчено (укр. Крижчене) — село,
Новоказанковатский сельский совет,
Черниговский район,
Запорожская область,
Украина.
Код КОАТУУ — 2325582902. Население по переписи 2001 года составляло 106 человек.

## Географическое положение
Село Крыжчено находится в 4-х км от правого берега реки Каинкулак,
на расстоянии в 2 км от села Петропавловка.
По селу протекает пересыхающий ручей с запрудой.

## История
- 1861 год — дата основания.